# Rat za hrvatsko-ugarsku krunu 1490.
Rat za hrvatsko-ugarsku krunu bio je rat između pristaša novoizabranog hrvatsko-ugarskog kralja Vladislava II. s jedne strane, te pristaša trećeg potencijalnog kandidata za hrvatsko-ugarsku krunu, nadvojvode Maksimilijana I. Habsburškog.

## Uvodne okolnosti
Pretežnom je dijelu ugarskog plemstva više odgovarao za kralja Vladislav Jagelović (jer su mu mogli postaviti niz uvjeta i ograničenja), pa je za kralja izabran upravo on. Većina je pak slavonske vlastele poduprla Ivaniša Korvina, nezakonitog sina kralja Matije Korvina koji je umro 1490. godine.
Mnogi hrvatski velikaši nisu poduprli Vladislava II. Među njima bili su herceg (vojvoda) Lovro Iločki, vranski prior Bartol Berislavić Trogirski, knezovi Mihovil Babonić Blagajski, Ivan Frankopan Cetinski i Nikola VI. Frankopan Tržački, te drugi plemići, kao na primjer Jakov i Nikola Sekelj, Ivan Hlapčić, Lovro Banić (mađ.: Banffy) i drugi.
Na to je još 1490. godine izbio rat između novoizabranog kralja i trećeg potencijalnog kandidata za hrvatsko-ugarsku krunu, nadvojvode Maksimilijana I. Habsburškog. 
Iako je pred vratima bila neminovna osmanska opasnost, to nije spriječilo unutarnje razdore. Činjenica da je nova europska velesila u usponu bila novi susjed, koji je zatro Bizant, pred kojim su države europskog jugoistoka padale jedna za drugom i da su hrvatski vladari već 60-ak godina vodili veće ili manje borbe i ratove s Osmanskim Carstvom, da je novoizabrani kralj Vladislav II. Jagelović 1443. – 1444. već vodio Veliki turski rat, nije pomogla pronalasku mirnog rješenja.

## Tijek borba
Rat je završio Požunskim mirom 7. studenoga 1491. godine.